# Hemóstase
Hemóstase ou hemostasia é o conjunto de eventos mecânicos e bioquímicos pelo qual o organismo mantém o sangue em circulação nos vasos sanguíneos em estado líquido. Quando o vaso é lesado, forma-se um coágulo para coibir a hemorragia por um processo sincrônico e sequencial envolvendo os vasos sanguíneos, plaquetas (trombócitos), fatores de coagulação e fatores fibrinolíticos.
Fisiologicamente, o endotélio dos vasos sanguíneos inibe a aderência das plaquetas e dos leucócitos, evitando assim a formação de trombos. Já quando existe uma lesão vascular, ocorre exposição do colágeno do vaso lesado, o que faz com que os mecanismos  hemostáticos entrem em ação para coibir uma hemorragia, mediante redução do fluxo sanguíneo, favorecendo as ações das plaquetas e ativando os fatores da coagulação.
O processo de hemostasia, ativado por uma lesão vascular, está constituído por fases sucessivas, agrupadas em três fases maiores, interrelacionadas entre si: 
1. Hemostasia primária
2. Hemostasia secundária
3. Hemostasia terciária.

## Hemostasia primária
Consiste na ação conjunta dos vasos sanguíneos e das plaquetas.
1. Espasmo muscular: imediatamente após a lesão vascular, o traumatismo da própria parede do vaso provoca a contração do vaso.  A vasoconstrição resultante da lesão de um vaso sanguíneo permite o controle imediato da hemorragia.  Ou seja, a partir da rutura de um vaso sanguíneo, a musculatura lisa dos vasos sanguíneos estimula a vasoconstrição, através de substâncias vasoconstritoras, de espasmos da atividade reflexa muscular e de reflexos nervosos ativados por nociceptores, o que diminui o diâmetro do vaso, o fluxo sanguíneo local e consequentemente a permeabilidade vascular. 
2. Formação do tampão plaquetário: as plaquetas, que, em determinadas situações fisiológicas, tem como função manter a integridade do endotélio vascular  quando os vasos sofrem dano, ativam-se e agregam-se no local da lesão, formando um tampão plaquetário, minimizando a hemorragia inicial. A adesão e a agregação plaquetárias são eventos que podem ocorrer simultaneamente ou separados, dependendo do estímulo. No entanto, para que ocorra a adesão e a agregação plaquetárias e a consequente formação do tampão plaquetário inicial, é necessária a presença do Fator de von Willebrand (FvW), pois a adesão das plaquetas ao endotélio do vaso ocorre por meio dos seus receptores de superfície para o colágeno e para o FvW. O FvW se une ao colágeno endotelial na superfície, liberando aminas vasoativas que promovem a vasoconstrição local com liberação de ADP. A agregação plaquetária é produzida em resposta a essa liberação de ADP, na presença de íons cálcio, formando o tampão plaquetário e finalizando a primeira fase da hemostasia. Além disso, devido ao fato de as plaquetas produzirem fator plaquetário 3 e armazenarem outros fatores da coagulação, elas também estimulam a hemostasia secundária, pois esta é dependente dos fatores da coagulação que atuam em uma série de reações sequenciais denominada cascata da coagulação, resultando na formação de um coágulo de fibrina estável.

## Hemostasia secundária
É a transformação do tampão plaquetário temporário em uma massa gelatinosa, mediante uma mutação das plaquetas. Ocorre pela polimerização de actina e de miosina, formando microfilamentos definitivos nas plaquetas, e pela geração de fibrina.  Para a transformação em um tampão hemostático, ocorre ainda a conversão do fibrinogênio em um polímero insolúvel, e da fibrina em uma rede de fibras elásticas.
3. Coagulação: processo fisiológico que modifica o sangue do estado líquido para o estado sólido. O processo de coagulação possui uma cascata com passos sequenciais envolvendo três vias que terminam com a formação do tampão de fibrina polimerizada. Os fatores da coagulação correspondem ao fibrinogênio (fator plaquetário 1), à protrombina (fator plaquetário 2), ao cálcio e a uma série de outros fatores de natureza enzimática.
4. Crescimento do tecido fibroso: a cascata da coagulação é dividida tradicionalmente em via intrínseca, que é ativada pelo contato do sangue com o colágeno subendotelial da parede vascular traumatizada, e via extrínseca, que é iniciada pela lesão vascular ou pelo contato com o tecido extravascular, expondo sangue à tromboplastina tecidual.  A ativação de ambas as vias através da série de fatores enzimáticos, em presença de fosfolipídios plaquetários e cálcio, inicia a via comum. Nessa via, a protrombina será convertida em trombina, que converterá o fibrinogênio em fibrina, culminando na formação da malha de fibrina que constitui o coágulo sanguíneo, resultando na estabilização da fibrina polimerizada com o endotélio lesionado e com o tampão plaquetário.

## Hemostasia terciária
5. Fibrinólise: processo pelo qual a fibrina é degradada enzimaticamente, eliminando o coágulo formado na hemostasia secundária, com a formação dos produtos de degradação da fibrina. A fibrinólise inclui três etapas: a primeira é a formação dos ativadores do plasminogênio; a segunda é a transformação do plasminogênio em plasmina; a terceira é a fibrinólise propriamente dita, ou seja, a quebra da fibrina pela ação da plasmina, com formação dos Produtos da Degradação da Fibrina (PDFs), que são pequenos fragmentos liberados do coágulo na circulação e que são eliminados por macrófagos. Na hemostasia terciária também ocorre a reparação da lesão do vaso sanguíneo. É importante lembrar que, apesar de a fibrinólise ser parte da hemostasia terciária, ela se ativa simultaneamente com a hemostasia secundária, mantendo o equilíbrio entre a coagulação e a degradação do coágulo, enquanto a plasmina vai atuar localmente degradando o coágulo de fibrina e formando o produto final da hemostasia terciária, que é a formação dos PDFs.